# 下勒特峰

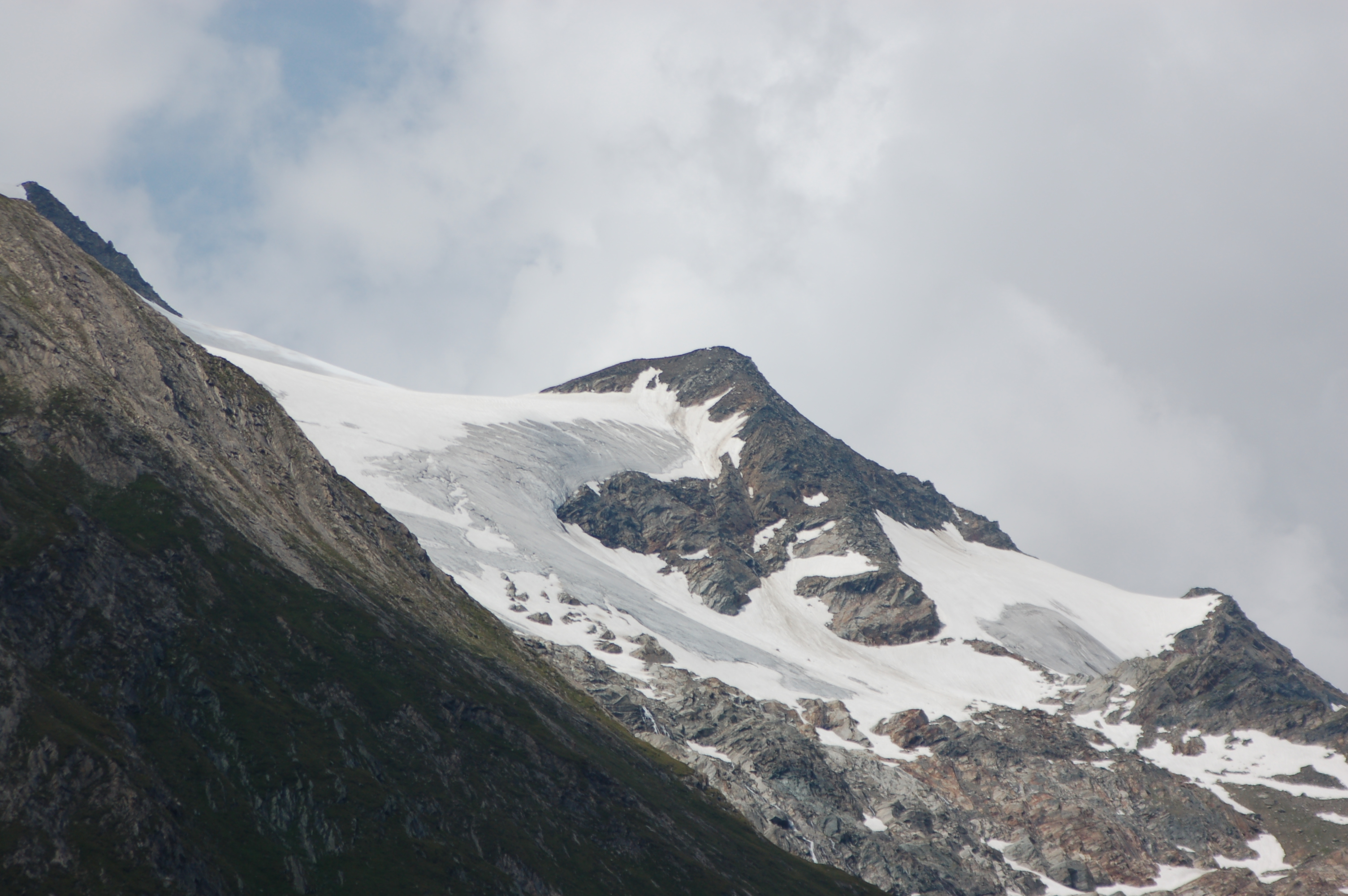

47°01′58″N 12°12′34″E / 47.032857°N 12.209511°E
下勒特峰（德語：Untere Rötspitze），是南歐的山峰，位於奧地利和意大利接壤的邊境，屬於維內迪傑山脈的一部分，海拔高度3,289米，每年平均降雨量1,874毫米，人類在1871年首次登頂。